# Rohožník (Bratislava)
Rohožník (in ungherese Nádasfő, in tedesco Rohrbach) è un comune della Slovacchia facente parte del distretto di Malacky, nella regione di Bratislava.